# Côte du Dieu des Monts
De Côte du Dieu des Monts is een heuvel ten zuidoosten van Saint-Sauveur en Ronse in de provincie Henegouwen, in België .
De beklimming wordt bij wedstrijden en tochten wielrennen vrijwel steeds overgeslagen, omdat men voor de steilere Hameau des Papins, bijna evenwijdig met de Côte du Dieu des Monts, kiest, ook al is dit een prachtige helling die tot de zwaarste van de streek behoort. Hij is namelijk heel lang voor de streek, maar ook heel steil met een uitzonderlijke 100 hoogtemeters.
De helling is opgenomen in de bewegwijzerde Route des Collines voor recreatieve fietsers.

## Afbeeldingen

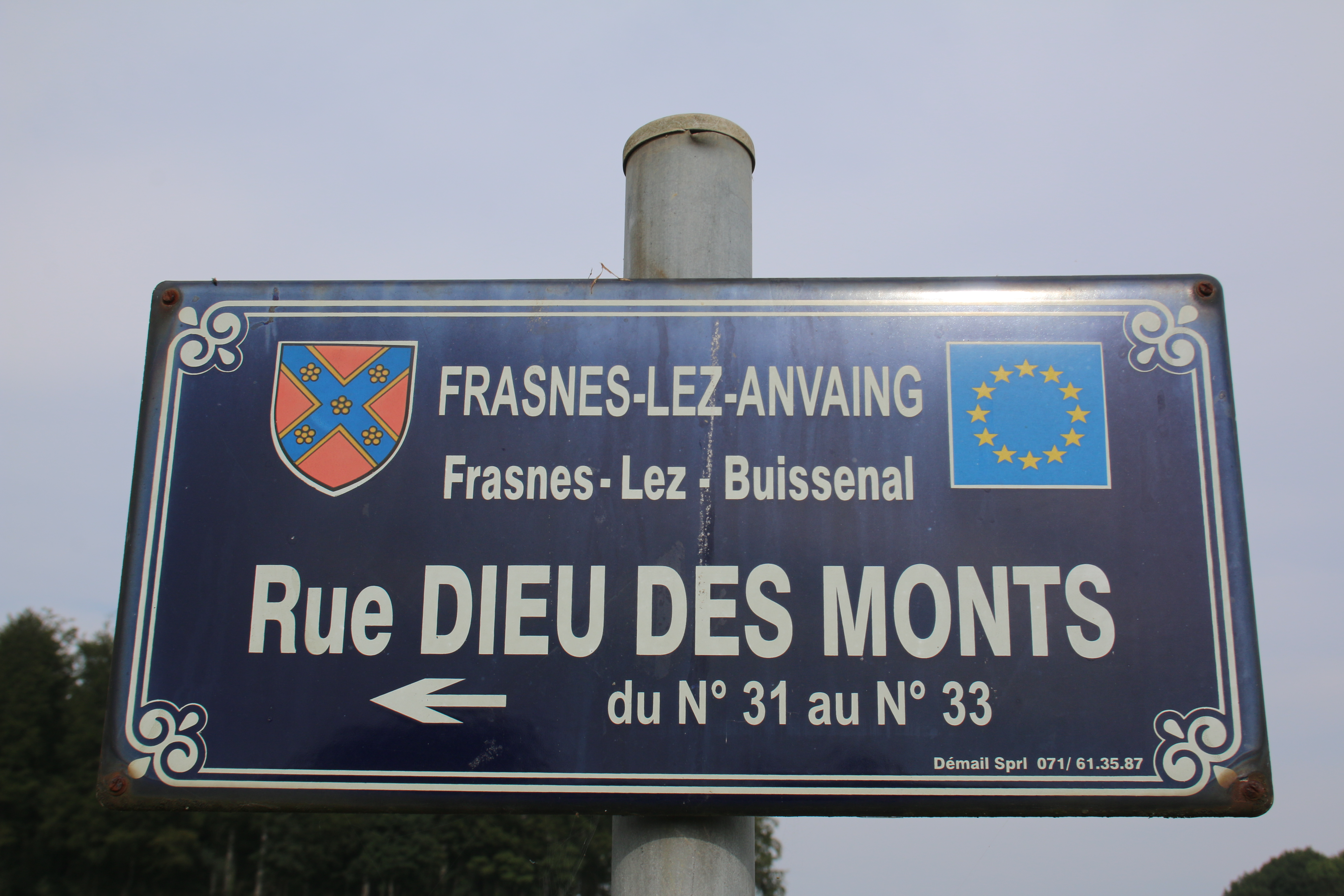
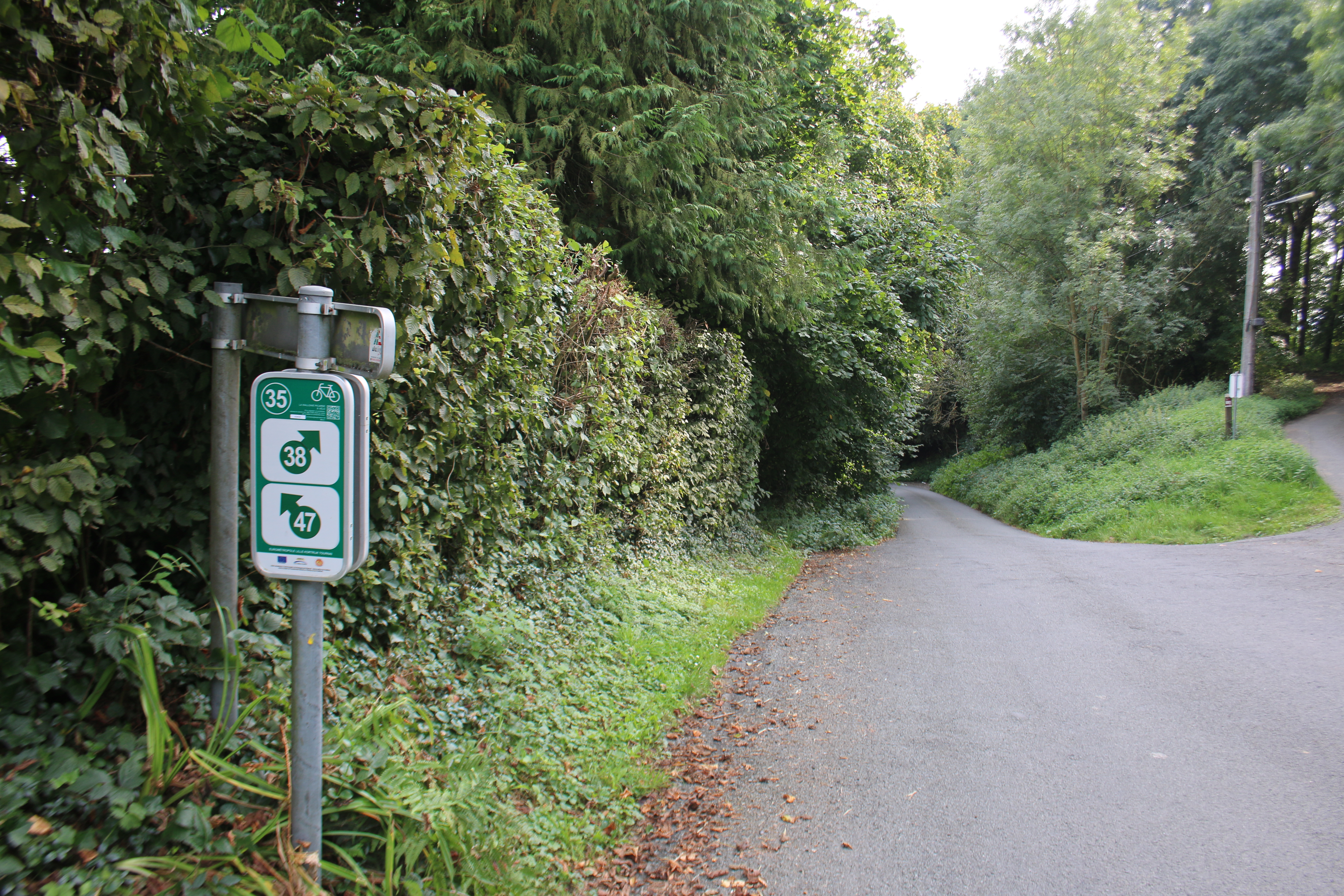
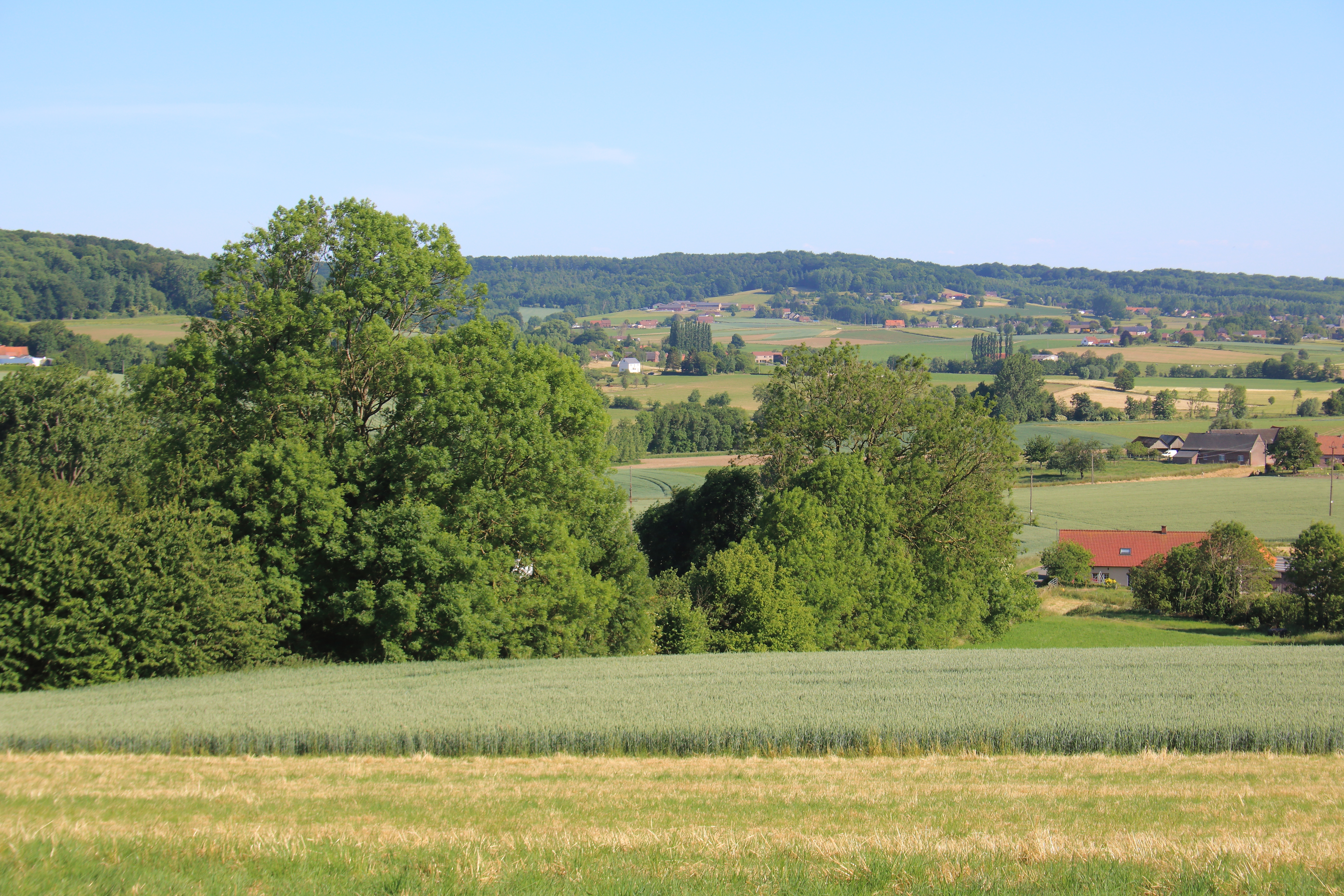
Uitzicht vanop de helling